# 京兆地方
京兆地方（けいちょう-ちほう）は中華民国北京政府により設置された省級行政区。

## 沿革
清代、北京付近の24県は順天府に帰属すると同時に直隷総督の監督を受ける順隷管轄区であった。中華民国建国直後は、北京政府により北京が首都と定められたため首都近郊の重要地域とされ、1913年（民国2年）、北京政府は『画一現行順天府属地方行政官庁組織令』を公布、清代の順天府を踏襲、ただし行政、司法、財政権は直隷省より完全に分離された。同年5月、寧河、文安、新鎮、大城の4県が府尹（順天府長官）より遠方に位置することを理由に直隷省に移管されている。
同年10月4日、北京政府は『京兆尹官制』を発布、順天府を京兆地方と改称し他省と同等の行政権限を有す行政区画に改編、京兆尹公署が北京城区に設置された。ただし京兆尹は他省の行政長官である巡按使より低位と定められている。また同日、『京兆地方区画表』を発表し、下部に大興、宛平、良郷、固安、永清、安次、香河、三河、覇県、涿県、通県、薊県、昌平、武清、宝坻、順義、密雲、懐柔、房山、平谷の20県を管轄した。1928年（民国17年）に廃止され、管轄区域は河北省に移管された。

## 行政区画
廃止直前下部の20県を管轄した。（50音順）
- 安次県
- 永清県
- 宛平県
- 懐柔県
- 薊県
- 固安県
- 香河県
- 三河県
- 順義県
- 昌平県
- 大興県
- 涿県
- 通県
- 覇県
- 武清県
- 平谷県
- 房山県
- 宝坻県
- 密雲県
- 良郷県